# Sakhasi Tappeh
Sakhasi Tappeh (persan : ساخسي تپه, également romanisé en Sākhasī Tappeh) est un village du district rural de Beygom Qaleh, dans le district central du comté de Naghadeh, province d'Azerbaijan occidental, en Iran. Lors du recensement de 2006, sa population était de 259 personnes, appartenant à 57 familles[réf. nécessaire].